# Liste des plus grands cratères d'impact du Système solaire
Cet article est une liste des plus grands cratères d'impact du Système solaire. Pour une liste complète, voir Liste des cratères du système Solaire (en).
| Corps                                                                         | Cratère                          | Diamètre du cratère | Diamètre du corps | Ratio     | Images | Notes                                                                                            |
| ----------------------------------------------------------------------------- | -------------------------------- | ------------------- | ----------------- | --------- | ------ | ------------------------------------------------------------------------------------------------ |
| Mercure                                                                       | Caloris                          | 1 550 km            | 4 880 km          | 32 %      |        |                                                                                                  |
| Mercure                                                                       | Rembrandt                        | 715 km              | 4 880 km          | 15 %      |        |                                                                                                  |
| Vénus                                                                         | Mead (cratère de Venus) (en)     | 280 km              | 12 100 km         | 2 %       |        |                                                                                                  |
| Terre                                                                         | Dôme de Vredefort                | 250–300 km          | 12 740 km         | 2 %       |        |                                                                                                  |
| Terre                                                                         | Bassin de Sudbury                | 250 km              | 12 740 km         | 2 %       |        |                                                                                                  |
| Terre                                                                         | Cratère de Chicxulub             | 182 km              | 12 740 km         | 1,4 %     |        | À l'origine de l'Extinction Crétacé-Paléogène                                                    |
| Lune (lune de la Terre)                                                       | Oceanus Procellarum              | 3 000 km            | 3 470 km          | 86 %      |        | Pas confirmé comme étant un bassin d'impacts.                                                    |
| Lune (lune de la Terre)                                                       | Bassin Pôle Sud-Aitken           | 2 500 km            | 3 470 km          | 70 %      |        |                                                                                                  |
| Lune (lune de la Terre)                                                       | Imbrium                          | 1 145 km            | 3 470 km          | 33 %      |        |                                                                                                  |
| Mars                                                                          | Bassin Boréal                    | 10 600 × 8 500 km   | 6 780 km          | 125–155 % |        | Pas confirmé comme étant un bassin d'impacts.                                                    |
| Mars                                                                          | Utopia                           | 3 300 km            | 6 780 km          | 50 %      |        | Plus grand bassin d'impacts confirmé sur Mars et dans le Système Solaire.                        |
| Mars                                                                          | Hellas                           | 2 300 km            | 6 780 km          | 34 %      |        | Plus grand cratère visible du Système Solaire.                                                   |
| Vesta (astéroïde)                                                             | Rheasilvia                       | 505 km              | 529 km (569 km)   | 90 %      |        | Article connexe : Liste des plus hauts sommets du Système solaire .                              |
| Vesta (astéroïde)                                                             | Veneneia                         | 395 km              | 529 km (569 km)   | 70 %      |        | Partiellement cachée par Rheasilvia                                                              |
| Cérès (astéroïde)                                                             | Kerwan                           | 284 km              | 952 km            | 30 %      |        | Léger cratère peu profond, en dessous du centre de l'image.                                      |
| Cérès (astéroïde)                                                             | Yalode                           | 271 km              | 952 km            | 28 %      |        |                                                                                                  |
| Hygie (astéroïde)                                                             | Serpens                          | 180 ± 15 km         | 434 ± 14 km       | 40 %      |        |                                                                                                  |
| Ganymède (Lune de Jupiter)                                                    | Epigeus                          | 343 km              | 5 270 km          | 6,5 %     |        |                                                                                                  |
| Callisto, Liste des Cratères sur Callisto (en) (Lune de Jupiter)              | Valhalla                         | 360 km              | 4 820 km          | 7,5 %     |        |                                                                                                  |
| Callisto, Liste des Cratères sur Callisto (en) (Lune de Jupiter)              | Heimdall                         | 210 km              | 4 820 km          | 4 %       |        | (aucune bonne photo prise )                                                                      |
| Mimas (Lune de Saturne)                                                       | Herschel (Cratère de Mimas) (en) | 139 km              | 396 km            | 35 %      |        | Article connexe : Liste des plus hauts sommets du Système solaire .                              |
| Téthys (Lune de Saturne)                                                      | Odyssée                          | 445 km              | 1 060 km          | 42 %      |        |                                                                                                  |
| Dioné (Lune de Saturne)                                                       | Evander                          | 350 km              | 1 123 km          | 34 %      |        |                                                                                                  |
| Rhea (Lune de Saturne)                                                        | Mamaldi                          | 480 km              | 1 530 km          | 31 %      |        |                                                                                                  |
| Rhea (Lune de Saturne)                                                        | Tirawa (en)                      | 360 km              | 1 530 km          | 24 %      |        |                                                                                                  |
| Titan (Lune de Saturne)                                                       | Menrva                           | 392 km              | 5 150 km          | 7,5 %     |        |                                                                                                  |
| Japet (Lune de Saturne), Liste des caractéristiques géologiques de Japet (en) | Turgis (cratère de Japet) (en)   | 580 km              | 1 470 km          | 40 %      |        |                                                                                                  |
| Japet (Lune de Saturne), Liste des caractéristiques géologiques de Japet (en) | Engelier (cratère) (en)          | 504 km              | 1 470 km          | 34 %      |        |                                                                                                  |
| Japet (Lune de Saturne), Liste des caractéristiques géologiques de Japet (en) | Gerin (cratère) (en)             | 445 km              | 1 470 km          | 30 %      |        | Gerin est partiellement masqué par Engelier                                                      |
| Japet (Lune de Saturne), Liste des caractéristiques géologiques de Japet (en) | Falsaron                         | 424 km              | 1 470 km          | 29 %      |        |                                                                                                  |
| Titania (Lune d'Uranus)                                                       | Gertrude                         | 326 km              | 1 580 km          | 21 %      |        | Titania n'a pas été entièrement photographiée, il pourrait donc y avoir de plus grands cratères. |
| Pluton                                                                        | Spoutnik                         | env. 1 300 × 900 km | 2 370 km          | 34–44 %   |        |                                                                                                  |
| Pluton                                                                        | cratère sans nom                 | 450 km              | 2 370 km          | 19 %      |        | En haut à droite sur l'image, difficile à observer.                                              |
| Charon (Lune de Pluton)                                                       | Mordor Macula                    | env. 475 km         | 1 207 km          | 40 %      |        | Région sombre au niveau du pôle nord. Pas confirmé comme étant un bassin d'impacts.              |
| Charon (Lune de Pluton)                                                       | Dorothy                          | env. 261 km         | 1 207 km          | 21 %      |        | Cratère en haut à droite, chevauchant le cratère de Mordor Macula.                               |